# Richard Pulteney
Pour les articles homonymes, voir Pulteney.
Richard Pulteney est un médecin et un botaniste britannique, né le 17 février 1730 à Loughborough, et mort le 13 octobre 1801.

## Biographie
Ses parents auront 13 enfants dont seul Richard atteindra l'âge adulte. Dans sa jeunesse, plutôt que de faire du sport, qu'il juge bruyant et sans intérêt, il passe du temps à réaliser un herbier ou à accompagner son oncle passionné de sciences naturelles
Il étudie la médecine à Édimbourg où il obtient son titre de docteur en 1764 avec une thèse intitulée Dissertatio… de Cinchona officinali Linnaei sive cortice Peruviano, etc. Il part exercer la médecine à Leicester, à Londres puis à Blandford dans le Dorset.
Il devient membre de la Royal Society le 25 novembre 1762. Il participe à la fondation de la Société linnéenne de Londres à laquelle il lègue sa bibliothèque et ses collections.
Il signe la première biographie de Carl von Linné (1707-1778), A General View of the writings of Linnæus. (Londres, 1781, réédité en 1802). Celle-ci est traduite en français par Aubin-Louis Millin de Grandmaison (1759-1818) en 1789 sous le titre  Revue générale des écrits de Linné. Ouvrage dans lequel on trouve les anecdotes les plus intéressantes de sa vie privée, un abrégé de ses systèmes et de ses ouvrages, un extrait de ses aménités académiques (édité par Buisson, Paris). Pulteney fait aussi paraître Historical and biographical Sketches of the progress of Botany in England, from its origin to the introduction of the Linnæan System (deux volumes, Londres, 1790), Catalogues of the Birds, Shells, and some of the more rare Plants of Dorsetshire, from the new … edition of Mr. Hutchins’s history of that county (Londres, 1799).